# 宍人部
宍人部（ししひとべ）とは、鳥獣の肉を料理する職業部(品部)。

## 概要
『日本書紀』雄略天皇2年10月3日-6日条によると、天皇は吉野宮から御馬瀬（みませ）での遊猟の後で、「狩りの収穫を膳夫（かしわで）になますにして貰うのと、自分で調理するのとではどちらが良いか」と群臣にさそいをかけたところ、誰も対応することができなかったので、怒って、御者の大津馬飼(おおつ の うまかい)を斬り殺した。その有様を聞いた母親である皇太后の忍坂大中姫(おしさか の おおなかつひめ)は、美貌の采女を献上して天皇の機嫌を取った。その上で「陛下は遊猟の場に『宍人部』を置こうとしたのですね。群臣がそのことを理解できず、こたえられないのも無理はないでしょう。今からでも遅くはないから試しにやってみてはどうでしょう」と提案し、膳臣長野(かしわで の おみ ながの)がその筋の達人だと推薦して、長野ら3名が任命された。さらに倭吾子籠が貢上した1名が追加され、家臣たちもこれにならって人員を追加していった、とある。
上記の話からも分かるように、「宍人部」とは「膳部(かしわでべ)」から分かれたものである。『新撰姓氏録』によると、長野は阿倍朝臣と同じく、孝元天皇の皇子である大彦命の息子、彦背立大稲腰命(比古伊那許志別命、ひこいなごしわけ の みこと）の子孫となっている。大彦命は、崇神天皇10年に北陸に派遣されており、『正倉院文書』によると、越前国・山背国に「宍人臣」・「宍人」が分布している。
『日本書紀』・『高橋氏文』には、大彦命の孫、磐鹿六鴈(いわかむつかり)命が景行天皇53年10月の東国巡幸の際に、「膳臣(かしわで の おみ)」の姓と「膳大伴部」を賜ったとある。崇峻天皇2年(589年)7月条には、宍人臣雁(ししひと の おみ かり)が、東海道に派遣され、東方の諸国の境を観察している。正倉院文書・武蔵国分寺瓦銘によると、武蔵国に「宍人直」、「宍人部」が分布している。
天武天皇2年の条には、妃として宍人かぢ媛娘(ししひと の かじ の いらつめ)の名があげられている。また天武天皇10年(681年)4月12日条には、宍人造老(ししひと の みやつこ おきな)ら14人が「連」の姓を授けられ、天武天皇13年(684年)11月1日条には、宍人臣氏は「朝臣」の姓を与えられたとある。
宍人臣氏の中には、養老令制の大膳職・内膳職の役職についたものもいた。